# Мария Михайловна (княгиня ростовская)
Мария Михайловна (1213/1215 — 9 декабря 1271) — княжна черниговская и княгиня ростовская, дочь Михаила Всеволодовича и Елены Романовны волынской, жена Василька Константиновича. С. Н. Келембет, отстаивая идею, что Роман Старый был сыном Михаила Всеволодовича, высказал предположение, что Мария была рождена от его первой жены.
В 1228 году была выдана отцом за князя Василька Константиновича Ростовского. Венчание состоялось в Чернигове в церкви Благовещения 10 января 1228 года. После гибели Василька 4 марта 1238 года в Шеренском лесу княгиня Мария Михайловна основала в память супруга в километре от Ростова Спасский на Песках Княгинин женский монастырь, в котором была погребена в 1271 году.  
Мария Михайловна была для своего времени женщиной высокообразованной и деятельной. Под её  руководством юные княжичи постигали основы грамоты и нравственности, а епископ ростовский Кирилл выступал в роли духовного наставника. Княгиня и Кирилл являлись организаторами летописания в Ростове. Д.С. Лихачёв отмечал, что ростовское летописание не носит узколичного характера, а поднимает большие общественные вопросы того времени, придавая им религиозно-нравственную окраску. 
Своему мужу, князю Васильку Ростовскому, Мария посвятила некролог, как это было принято в южно-русской книжной традиции. Этот текст сохранился в составе Лаврентьевской летописи. Марии Михайловне также приписывается житие святого Кирилла, епископа Туровского, видного богослова и церковного писателя XII века, которого особо чтил её отец. Весьма вероятно, что и знаменитый сборник сочинений святого Кирилла Туровского второй половины XIII века, хранящийся в собрании рукописей Ярославского музея-заповедника, был также создан в монастыре Спаса на Песках при участии княгини Марии. 
Сыновья:
- Борис (1231—1277), князь ростовский
- Глеб (1237—1278), князь белозерский.

## В культуре
Мария стала персонажем романа Дмитрия Балашова «Младший сын» из цикла «Государи Московские».